# Grb Zimbabvea
Grb Zimbabvea je usvojen 21. kolovoza 1981. Sastoji se iz dva kudua koji pridržavaju štit. Štit je zelene boje i na njemu se nalazi 14 valova i simbol stare Kraljevine Zimbabve. Iznad štita se nalazi motika, AK-47 i petokraka zvijezda. Ispod štita je traka s natpisom Unity, Freedom, Work (Jedinstvo, sloboda, rad).